# Yelena Tíssina
Yelena Petrovna Tíssina (en ruso: Елена Петровна Тиссина; Timashovsk, URSS, 10 de febrero de 1977) es una deportista rusa que compitió en piragüismo en la modalidad de aguas tranquilas. Su hermano Andréi compitió en el mismo deporte.
Ganó dos medallas de bronce en el Campeonato Mundial de Piragüismo entre los años 1997 y 1998, y dos medallas de bronce en el Campeonato Europeo de Piragüismo entre los años 1997 y 1999.
Participó en los Juegos Olímpicos de Sídney 2000, ocupando el séptimo lugar en la prueba de K4 500 m.

## Palmarés internacional
| Campeonato Mundial | Campeonato Mundial | Campeonato Mundial | Campeonato Mundial |
| Año                | Lugar              | Medalla            | Competición        |
| ------------------ | ------------------ | ------------------ | ------------------ |
| 1997               | Dartmouth (Canadá) | Medalla de bronce  | K2 200 m           |
| 1998               | Szeged (Hungría)   | Medalla de bronce  | K4 200 m           |
| Campeonato Europeo |                    |                    |                    |
| Año                | Lugar              | Medalla            | Competición        |
| 1997               | Plovdiv (Bulgaria) | Medalla de bronce  | K4 200 m           |
| 1999               | Zagreb (Croacia)   | Medalla de bronce  | K2 200 m           |